# Lauren Socha
Lauren Marie Socha (Derby, 9 de Junho de 1990) é uma atriz britânica, mais conhecida pelo seu papel como Kelly Bailey na série Misfits.

## Carreira
Socha foi descoberta como atriz por agentes e diretores de elenco quando participou de uma peça de teatro local, tendo sido inspirada pelo seu irmão mais velho. Assim, foi escolhida para fazer parte do video-clipe da banda inglesa, Arctic Monkeys, para o seu single de 2006, When The Sun Goes Down.

Em 2009, Socha estrelou no filme The Unloved, dirigido pela premiada atriz Samantha Morton. Foi nomeada pela BAFTA na categoria Melhor Atriz Coadjuvante pelo seu papel. Uma semana depois, foi escalada para interpretar Kelly Bailey na série da E4, Misfits. 

Em 2010, Socha estrelou ao lado de Tim McInnerny no curta-metragem, Missing. Também teve uma curta participação na mini-série Five Daughters, baseado nos assassinos em série de Ipswich.

Em Maio de 2011 ela ganhou o prêmio da BAFTA na categoria Melhor Atriz Coadjuvante por seu papel de Kelly em Misfits. Mais tarde, apareceu em The Child, interpretando Marilyn Monroe.
Em 2014 e 2015, teve pequenas participações nas séries Plebs e Catastrophe, interpretando Amanda e Anna, respectivamente.
Em 2017, estrelou como Cat na série de comédia The Other One, da BBC One.
Em 2018, estreiou no filme Strangeways, Here We Come, em que a atriz interpreta Shelley.

## Vida pessoal
Nascida em Derby, é filha de Robert e Kathleen Socha e irmã mais nova do também ator Michael Socha. Lauren frequentou as escolas St. George's RC Primary School e Burton College and Saint Benedict School. Em abril de 2016, Lauren anunciou o nascimento de sua filha, Reenie-Rae. Durante a pandemia de COVID-19, Lauren anunciou que trabalharia num lar de idosos como cuidadora, profissão que exercia desde os 21 anos de idade.

## Filmografia
| Ano       | Título         | Papel          | Notas       |
| --------- | -------------- | -------------- | ----------- |
| 2006      | Scummy Man     | Nina           |             |
| 2009      | The Unloved    | Lauren         |             |
| 2010      | Missing        | Sarah          |             |
| 2010      | Five Daughters | Dawn           | 3 episódios |
| 2011      | The Child      | Marilyn Monroe |             |
| 2009-2011 | Misfits        | Kelly Bailey   |             |
| 2014      | Plebs          | Amanda         | 1 episódio  |
| 2015      | Catastrophe    | Anna           | 4 episódios |
| 2018      | Strangeways... | Shelley        |             |
| 2017-2022 | The Other One  | Cat            |             |